# باشگاه فوتبال زسکا صوفیه

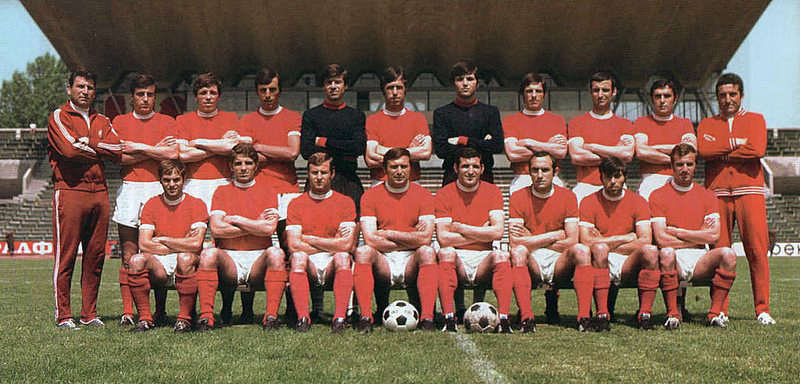
تیم فوتبال زسکا صوفیه – ۱۹۷۳ میلادی

باشگاه فوتبال حرفه‌ای زسکا صوفیه (به بلغاری: ПФК ЦСКА София) که معمولاً با عنوان زسکا یا زسکا صوفیه (بین‌المللی) شناخته می‌شود٬ یک باشگاه فوتبال حرفه‌ای مستقر در شهر صوفیه و کشور بلغارستان می‌باشد که در لیگ حرفه‌ای آ بلغارستان بازی می‌کند.
زسکا مخفف باشگاه ورزشی مرکزی ارتش (به انگلیسی: Central Sports Club of the Army) و (به بلغاری: Централен Спортен Клуб на Армията, Centralen Sporten Klub na Armiyata) می‌باشد. در حال حاضر این باشگاه هیچ ارتباط مستقیمی با ارتش بلغارستان ندارد.
این باشگاه به طور رسمی در سال ۱۹۴۸ میلادی تأسیس شده است و یکی از دو باشگاه پرطرفدار کشور بلغارستان می‌باشد.
لفسکی صوفیه بزرگترین رقیب تیم زسکا صوفیه می‌باشد و مسابقات بین این دو تیم را «شهرآورد ابدی فوتبال بلغارستان» می‌نامند.
این باشگاه بازی‌های خانگی خود را در ورزشگاه ارتش بلغارستان برگزار می‌کند که ظرفیت ۲۲٬۰۱۵ تماشاگر را نیز دارد.
زسکا صوفیه ۳۱ بار به مقام قهرمانی لیگ حرفه‌ای آ بلغارستان٬ ۱۹ بار به مقام قهرمانی جام حذفی بلغارستان و ۴ بار به مقام قهرمانی سوپر جام بلغارستان رسیده است.

## بازیکنان برجسته
- دیمیتار برباتوف
- مارتین پتروف
- استیلیان پتروف
- هریستو استویچکوف
- دیمیتار پنو
- یوردان لچکوف

## مربیان سابق
- دیمیتار پنو
- هریستو استویچکوف
- میودراگ یشیچ